# Колонна Нельсона (Дублин)
Колонна Нельсона (англ. The Nelson Pillar, ирл. Colún Nelson) — памятник британскому адмиралу Горацио Нельсону, располагавшийся в центре О’Коннелл-стрит в Дублине. Был построен в 1808 году и уничтожен бомбой в 1966 году.
Памятник представлял собой дорическую колонну высотой 36,9 метров, на вершине которой располагалась четырёхметровая статуя, таким образом дублинская колонна была на 10,7 метров ниже Колонны Нельсона, расположенной в Лондоне на Трафальгарской площади. Скульптуру из портлендского камня изготовил скульптор Томас Кёрк из Корка.
8 марта 1966 года верхняя часть колонны была взорвана группой бывших боевиков ИРА. Через два дня военные инженеры демонтировали остатки памятника. В 2003 году на месте памятника была возведена Дублинская игла.